# Falanghina
La Falanghina è un vitigno a bacca bianca.

## Storia
Il vitigno è molto antico, originario delle pendici del Taburno e di alcune zone dei Campi Flegrei ma da alcuni decenni è famosa anche la produzione eseguita a Sant'Agata de' Goti e nella valle del basso Calore Irpino nei comuni di Guardia Sanframondi, Castelvenere e Solopaca e Torrecuso tra le aree più vitate d'Italia e principali produttori mondiali di Falanghina, tanto che nel 2019 European Recevin, l'associazione delle 800 città del vino europee, ha conferito ai suddetti cinque comuni il titolo di città europea del vino
Dà origine a diverse DOC della Campania, tra cui Falanghina del Taburno, Campi Flegrei, Galluccio.

## Diffusione
Il vitigno è il più diffuso della provincia di Benevento; il suo areale storico fino a trent'anni fa erano i comuni di Bonea e Benevento, dove ancora sopravvivono vigne secolari.